# Francisco Javier Ovalle Castillo
Francisco Javier Ovalle Castillo (Santiago, el 25 de noviembre de 1882) escritor y periodista chileno.
Hijo de Enrique Ovalle Reyes y de Fanny Castillo Vicuña. Era nieto del parlamentario y político del siglo XIX, Francisco Javier Ovalle Bezanilla y bisnieto del presidente de la República, José Tomás Ovalle Bezanilla. Casado en 1917 con Eugenia Ossa Ossa.
Fue político durante un tiempo, siendo designado Intendente de Valparaíso (1915). Publicó varias obras geográficas, políticas y biográficas. Escribió bajo el seudónimo de José Eugenio de Fleury.

## Obras
- La Ciudad de Iquique; publicado por Imprenta Mercantil en 1907.

- Por el sur de Chile, Civilización Desconocida; publicado en 1912 por Imprenta "La Ilustración".

- El Notable Historiador Chileno; publicado por Imprenta Cervantes, en 1915.

- Mis pensamientos sobre el club de señoras de Santiago de Chile; publicado por Escuela Tip "La Gratitud Nacional" en 1918.

- Don Pedro Montt: ex-presidente de la República de Chile; publicado por Imprenta Universitaria en 1918.

- La Sociedad Chilena; publicada por Imprenta Universitaria, en 1919.

- Al margen de la historia política de Chile; publicado por R. Mejías Impresores, Talca, 1925.